# 東平里 (高雄市)
東平里是中華民國高雄市旗山區轄下的行政區。根據截至2025年4月（民國114年4月）的統計，該里有15鄰，883戶，2036人。

## 歷史
漢人約於清朝雍正、乾隆年間入墾。1742年劉良璧「重修福建台灣府志」台灣縣、鳳山縣輿圖中已見「旗尾山」之名。地屬鳳山縣港西上里，與台灣縣隔著淡水溪。旗尾地區接近客籍開墾的瀰濃地區「六堆鄉團中的右堆」， 閩客關係緊繃， 旗尾東郊一帶不斷產生閩客之間的械鬥與土地爭奪。
日治初期，旗尾地區為一街庄，稱為「旗尾庄」（舊制街庄），隸屬於港西上里。該庄昔日西隔楠梓仙溪與溪州庄、北勢庄、蕃薯藔街為界，北隔楠梓仙溪與圓潭仔庄為界，東北與月眉庄為鄰，東邊為瀰濃庄、金瓜藔庄，南邊為手巾藔庄。
1901年9月旗尾庄有117戶、526人，崙仔頂庄8戶、42人， 匏仔湖庄5戶、15人。政府分別開闢往瀰濃與中云、龍肚的筆直道路及經由旗尾庄西南側（今旗山糖廠）往手巾寮、阿里港的道路，1909年後改自東郊銜接（今旗屏一路）。早期的糖廠鐵路貫穿旗尾庄，火車站設於今糖廠大門一帶， 往西方鐵道位於旗尾山餘脈南側；日治末期，擴充旗尾製糖所，鐵道環繞旗尾庄郊區，車站設於今日旗屏一路，往西方鐵道則穿越旗尾山餘脈與楠梓仙溪（今旗尾國小、旗美高中北側）。
1945年中華民國接收台灣後，房屋紛紛改建成樓房，糖業逐漸沒落，旗美高中前、旗屏一路上發展出新社區。

## 外部連結
- 高雄市旗山區公所里政專區 （页面存档备份，存于）